# Điền kinh tại Thế vận hội Mùa hè 2016 - Đi bộ 20 kilômét nam
Bản mẫu:Điền kinh tại Thế vận hội Mùa hè 2016
Nội dung đi bộ 20 kilômét nam tại Thế vận hội Mùa hè 2016 ở Rio de Janeiro diễn ra vào ngày 12 tháng Tám tại Pontal. Vương Trấn là vận động viên điền kinh nam đầu tiên giành huy chương tại Thế vận hội này. Đồng đội người Trung Quốc Thái Trạch Lâm về nhì còn Dane Bird-Smith của Úc dành huy chương đồng.

## Lịch sử
Tất cả thời gian tính théo Giờ Brasília (UTC−3).
| Ngày                         | Thời gian | Vòng      |
| ---------------------------- | --------- | --------- |
| Thứ Sáu, 12 tháng 8 năm 2016 | 14:30     | Chung kết |

## Kỷ lục
Tính tới trước giải đấu, tồn tại kỷ lục thế giới và Olympic sau.
| Kỷ lục thế giới | Suzuki Yusuke (JPN) | 1:16:36 | Nomi, Nhật Bản   | 15 tháng 3 năm 2015 |
| Kỷ lục Olympic  | Trần Tinh (CHN)     | 1:18.46 | London, Anh Quốc | 4 tháng 8 năm 2012  |

## Kết quả
| Hạng | Vận động viên           | Quốc gia    | Thời gian | Ghi chú |
| ---- | ----------------------- | ----------- | --------- | ------- |
| 1    | Vương Trấn              | Trung Quốc  | 1:19:14   |         |
| 2    | Thái Trạch Lâm          | Trung Quốc  | 1:19:26   | PB      |
| 3    | Dane Bird-Smith         | Úc          | 1:19:37   | PB      |
| 4    | Caio Bonfim             | Brasil      | 1:19:42   | NR      |
| 5    | Christopher Linke       | Đức         | 1:20:00   |         |
| 6    | Tom Bosworth            | Anh Quốc    | 1:20:13   |         |
| 7    | Matsunaga Daisuke       | Nhật Bản    | 1:20:22   |         |
| 8    | Matteo Giupponi         | Ý           | 1:20:27   | PB      |
| 9    | Esteban Soto            | Colombia    | 1:20;36   | PB      |
| 10   | Evan Dunfee             | Canada      | 1:20:49   |         |
| 11   | Miguel Ángel López      | Tây Ban Nha | 1:20:58   |         |
| 12   | Inaki Gomez             | Canada      | 1:21:12   |         |
| 13   | Gurmeet Singh           | Ấn Độ       | 1:21:21   |         |
| 14   | Ever Palma              | México      | 1:21:24   |         |
| 15   | Éider Arévalo           | Colombia    | 1:21:36   |         |
| 16   | Ruslan Dmytrenko        | Ukraina     | 1:21:40   |         |
| 17   | Kim Hyun-Sub            | Hàn Quốc    | 1:21:44   | PB      |
| 18   | Hagen Pohle             | Đức         | 1:21:44   |         |
| 19   | Jakub Jelonek           | Ba Lan      | 1:21:52   |         |
| 20   | Alexandros Papamichail  | Hy Lạp      | 1:21:55   |         |
| 21   | Fujisawa Isamu          | Nhật Bản    | 1:22:03   |         |
| 22   | Álvaro Martín           | Tây Ban Nha | 1:22:11   |         |
| 23   | Pedro Gómez             | México      | 1:22:22   |         |
| 24   | Richard Vargas          | Venezuela   | 1:22:23   |         |
| 25   | Yerko Araya             | Chile       | 1:22:23   |         |
| 26   | Marius Žiūkas           | Litva       | 1:22:27   | SB      |
| 27   | Benjamin Thorne         | Canada      | 1:22:28   |         |
| 28   | Máté Helebrandt         | Hungary     | 1:22:31   | PB      |
| 29   | Luis Fernando López     | Colombia    | 1:22:32   |         |
| 30   | Ersin Tacir             | Thổ Nhĩ Kỳ  | 1:22:53   |         |
| 31   | João Vieira             | Bồ Đào Nha  | 1:23:03   |         |
| 32   | Anton Kučmín            | Slovakia    | 1:23:17   |         |
| 33   | Rhydian Cowley          | Úc          | 1:23:30   |         |
| 34   | Georgiy Sheiko          | Kazakhstan  | 1:23:31   |         |
| 35   | Ihor Hlavan             | Ukraina     | 1:23:32   |         |
| 36   | Hassanine Sebei         | Tunisia     | 1:23:44   |         |
| 37   | Daniel Pintado          | Ecuador     | 1:23:44   |         |
|      | Trần Tinh               | Trung Quốc  |           |         |
|      | Erick Barrondo          | Guatemala   |           |         |
|      | Perseus Karlström       | Thụy Điển   |           |         |
|      | Takahashi Eiki          | Nhật Bản    |           |         |
|      | Mauricio Arteaga        | Ecuador     |           |         |
|      | Julio César Salazar     | México      |           |         |
|      | Nils Brembach           | Đức         |           |         |
|      | Łukasz Nowak            | Ba Lan      |           |         |
|      | Erik Tysse              | Na Uy       |           |         |
|      | Marius Šavelskis        | Litva       |           |         |
|      | Aliaksandr Liakhovich   | Belarus     |           |         |
|      | Moacir Zimmermann       | Brasil      |           |         |
|      | Choe Byeong-Kwang       | Hàn Quốc    |           |         |
|      | Marco Antonio Rodríguez | Bolivia     |           |         |
|      | Simon Wachira           | Kenya       |           |         |
|      | Quentin Rew             | New Zealand |           |         |
|      | Paolo Yurivilca         | Perú        |           |         |
|      | Sérgio Vieira           | Bồ Đào Nha  |           |         |
|      | Daniel Pintado          | Ecuador     |           |         |
|      | Juan Manuel Cano        | Argentina   |           |         |
|      | Manish Singh            | Ấn Độ       |           |         |
|      | Hamid Reza Zouravand    | Iran        |           |         |
|      | Ganapathi Krishnan      | Ấn Độ       |           |         |
|      | José Alessandro Bagio   | Brasil      |           |         |
|      | Nguyễn Thành Ngưng      | Việt Nam    |           |         |
|      | Artur Brzozowski        | Ba Lan      |           |         |
|      | Nazar Kovalenko         | Ukraina     |           |         |
|      | Mert Atlı               | Thổ Nhĩ Kỳ  |           |         |
|      | Alex Wright             | Ireland     |           |         |
|      | Andrés Chocho           | Ecuador     |           |         |
|      | Dzianis Simanovich      | Belarus     |           |         |
|      | Lebogang Shange         | Nam Phi     |           |         |
|      | Francisco Arcilla       | Tây Ban Nha |           |         |
|      | Samuel Ireri Gathimba   | Kenya       |           |         |
|      | Byun Young-Jun          | Hàn Quốc    |           |         |
|      | Wayne Snyman            | Nam Phi     |           |         |
|      | José María Raymundo     | Guatemala   |           |         |
|      | Kévin Campion           | Pháp        |           |         |